# Sestav malega zvezdnega dodekaedra in velikega dodekaedra
Sestav malega zvezdnega dodekaedra in velikega dodekaedra je poliederski sestav, kjer je veliki dodekaeder znotraj svojega duala malega zvezdnega dodekaedra.

## Vir
- Veliki dodekaeder in mali zvezdni dodekaeder na MathWorld  (angleško)